# Гута-Морозовская
Гута-Морозовская (укр. Гута-Морозівська) — село в Дунаевецком районе Хмельницкой области Украины.
Население по переписи 2001 года составляло 258 человек. Почтовый индекс — 32434. Телефонный код — 3858. Занимает площадь 1,123 км². Код КОАТУУ — 6821886803.

## Местный совет
32434, Хмельницкая обл., Дунаевецкий р-н, с. Морозов, ул. Калинина, 2